# Vertretung des Landes Hessen bei der Europäischen Union
Die Vertretung des Landes Hessen bei der Europäischen Union ist die Landesvertretung Hessens bei der Europäischen Union mit Sitz in Brüssel. Sie unterstützt das Land in der Umsetzung seiner Europapolitik.

## Organisation
Das Büro des Landes Hessen bei der EU in Brüssel ist dem Ministerium für Europa- und Bundesangelegenheiten im Geschäftsbereich des Ministerpräsidenten zugeordnet und untersteht Manfred Pentz, dem Hessischen Minister für Bundes- und Europaangelegenheiten, Internationales und Entbürokratisierung und Bevollmächtigten des Landes Hessen beim Bund. Im Mai 2013 ist die Hessische Landesvertretung in das neue Mehr-Regionen-Haus in Brüssel eingezogen.

## Aufgaben und Ziele
Die Vertretung des Landes Hessen bei der Europäischen Union nimmt die Interessen des Landes auf europäischer Ebene wahr und vermittelt Informationen zwischen der EU und der Landesregierung. Sie pflegt die Kontakte zu den Europaabgeordneten, zur Europäischen Kommission, dem Ministerrat sowie zu den Büros der deutschen Länder, anderen europäischen Regionen und zu den vielfältigen europäischen Netzwerken. Das Büro ist Ansprechpartner für Landkreise, Kommunen, Hochschulen, Unternehmen, Verbände und sonstige Einrichtungen bei der Vermittlung von Kontakten zu europäischen Entscheidungsträgern.